# 警護官 内田晋三
『警護官 内田晋三』（けいごかん うちだしんぞう）は、2007年1月27日放送の日本のテレビドラマ。

## 概要
本作は、ドラマ『踊る大捜査線』のスピンオフドラマ「踊るレジェンドシリーズ」であり、映画『交渉人 真下正義』のサイドストーリーでもある。1997年にフジテレビ系で放送されたドラマ『歳末特別警戒スペシャル』に於いて、当時室井慎次警察庁警備局警備第一課長の部下であった内田晋三の物語。
2007年1月27日、フジテレビ系『土曜プレミアム』枠（21:00 - 22:54）にて放送された『トリビアの泉 今夜復活踊る大へぇへぇ祭り!!』内にて、トリビアの種No.153「踊る大捜査線の脇役でスピンオフで主役ができる限界は?」の検証VTRとして放送。製作総指揮の亀山千広がこの質問に「踊るシリーズ中で少しでもセリフがある登場人物なら、どんな些細な登場人物でも作ろうと思えばスピンオフ作品は作れる」と回答したことから、シリーズ中少しでもセリフがある登場人物全479人（悲鳴を上げる群衆は除く）の中から『トリビアの泉』司会者の高橋克実が演じていた内田が選ばれ、改めて『歳末特別警戒スペシャル』時点では存在すらしていなかった下の名前（当時の内閣総理大臣・安倍晋三に因む）やプロフィールが設定され、コラボレーション企画「トリビアの泉×踊る大捜査線」として製作された。2024年11月時点で、地上波で放送された最後の「踊るレジェンドシリーズ」である。

## ストーリー
映画『交渉人 真下正義』の舞台と日時を同一とした、同作では語られなかったもう1つのハプニング。警視庁警備部警護課（SP）警護第二係班長の内田晋三警部（高橋克実）は、警護対象者の大臣を、鑑賞予定の「前主十路 指揮 クリスマスに聴くラヴェルのボレロ」コンサートに無事送り届ける為、国会議事堂から会場の新宿シンフォニーホールに急いでいた。しかし、爆弾魔『弾丸ライナー』による地下鉄実験車両占拠事件（TTR事件）が発生したとの連絡が入り、大規模テロを懸念した内田はコンサートの鑑賞をキャンセルし私邸に戻る判断をする。だが、クリスマスに加え、同事件特捜本部地上班の指揮を執るSIT木島丈一郎の指示により、新宿向けの車両全てに対して一斉検問が行われ、それによる大渋滞に大臣の車列が巻き込まれ、足止めを食らってしまう。

## キャスト
登場人物については、踊る大捜査線シリーズの登場人物一覧を参照。
※役職は2004年12月24日当時のもの。
- 内田 晋三（警視庁警備部警護課警護第二係班長[注 1]・警部） - 高橋克実
- 緒方 薫（警視庁湾岸警察署刑事課盗犯係・巡査部長） - 甲本雅裕
- 森下 孝治（警視庁湾岸警察署刑事課強行犯係・巡査部長） - 遠山俊也
- 石田 光男（警視庁警備部警護課警護第四係・巡査部長） - 神尾佑
- 文部科学大臣 - 荒俣宏 （友情出演）
- 文部科学大臣秘書 - 志賀廣太郎
- 黒澤塗料のドライバー - 佐久間淳也[1][2]
- 野中隆光[3][2][4]

## スタッフ
- 製作（エグゼクティブ・プロデューサー）：亀山千広
- 脚本：君塚良一
- 音楽：松本晃彦
- プロデュース：古郡真也
- 監督：本広克行
- 制作：フジテレビ

## 企画・制作
実は映画『容疑者 室井慎次』製作の際、亀山千広はトリビアコンビ（八嶋智人と高橋克実）を室井の敵役として登場させようとしたが、過去に高橋がドラマ『歳末特別警戒スペシャル』に出演していた事が発覚し、オファーを断念したと公式サイト内の動画メッセージで語っており、本作はある意味では、亀山にとって願ったり叶ったりの企画だったともいえる（八嶋は同映画で敵の弁護士役として出演、のちにドラマ『弁護士 灰島秀樹』として当作品より早くスピンオフされた）。
主演の高橋克実いわく「踊る10年目に作られる、ある意味記念すべき作品」とのことで、高橋はこの企画の放送中、終始はしゃいでおり、番組ラストには「内田晋三封鎖できませ〜ん!」と叫ぶ程であった。また、高橋本人も完成した本編を見るのは、この「トリビアの種」収録時が初めてで、非常に作り込まれたタイトルバックを見て「すごいなぁ〜、こんな風になるんだぁ〜」と驚いていた。
放送時間は6分15秒（22:38.10 - 22:44.25（JST））と短いが、番組中に君塚が本作も「踊るレジェンドシリーズ」に含まれる公式なスピンオフ作品であると明言しており、亀山と本広もそれに同意している。また、意外ではあるがゴシック体を使った「踊るレジェンドシリーズ」の統一ロゴを作品本編のタイトルバックに使用したのは、この作品が初めてである（本編の冒頭に統一ロゴが表示される作品があるが、それは本編前のものであり、タイトルバックではない）。
ドラマ『SP 警視庁警備部警護課第四係』にSP役で神尾佑が出演している。所属・役名は本作品と同じで第4係の石田光男。
なお、タイトルバックで使用された音楽は、アメリカ合衆国のテレビドラマ『ハワイ5-0』テーマ曲である。(映像ソフトでは権利上の関係からか「Rhythm And Police」に差し替えられている。)

## ハイパーリンク
本作にも、踊る大捜査線シリーズ特有の「ハイパーリンク（物語内外への繋がり）」が随所に散りばめられている。
- オープニングの演出が『東京警備指令 ザ・ガードマン』と極似している。この事は本広克行のホームページ内でも語られている。
- 物語の開始が空撮であるが、これは本広克行監督作品の映画『7月7日、晴れ』や映画『スペーストラベラーズ』、劇場版『踊る大捜査線』等、本広作品では空撮から本篇が始まることが恒例となっている。
- 妊婦が乗っていた車の扉部分に、『踊る大捜査線 THE MOVIE』で出てきた黒澤塗料という文字が確認できる。その後、車を運転していた妊婦の夫は、『踊る大捜査線 THE LAST TV サラリーマン刑事と最後の難事件』にワンシーンのみだが再登場をしている。
- 上記の通り、神尾佑演じた石田光男がドラマ『SP 警視庁警備部警護課第四係』にも登場している。

## DVD
『踊る大捜査線 THE MOVIE3 ヤツらを解放せよ!』のDVDならびにブルーレイディスクが2011年2月2日に発売されるのに伴い、『踊る～THE MOVIE3』DVD・ブルーレイの各プレミアム・エディション、スタンダード・エディションそれぞれ、各初回生産分において、本作が特典として収録されることが明らかになっている。
踊る大捜査線シリーズのテレビ作品では初めてブルーレイ化される。
2013年4月3日発売の『踊る大捜査線 SPIN-OFF COMPLETE Blu-ray BOX』にも収録される。